# فيليب أف. توماس
فيليب فرانسيس توماس (بالإنجليزية Philip Francis Thomas) وهو سياسي أمريكي ينتمي إلى الحزب الديمقراطي ولد فيليب فرانسيس توماس في 12 أيلول - سبتمبر من سنة 1810 في مدينة ايستون بولاية ماريلاند خدم فيليب فرانسيس توماس في مجلس النواب الأمريكي مرتين المرة الأولى كانت ما بين عامي 1839 إلى عام 1841 والمرة الثانية كانت ما بين عامي 1875 إلى عام 1877. شغل فيليب فرانسيس توماس منصب حاكم على ولاية ماريلاند في سنة 1848 وشغل توماس هذا المنصب إلى سنة 1851 شغل فيليب فرانسيس توماس منصب وزير الخزانة الأمريكية لفترة قصيرة ما بين 12 كانون الأول من سنة 1860 إلى 14 كانون الثاني في عهد الرئيس جيمس بيوكانان حيث استقال فيليب فرانسيس توماس من منصبه كوزير للخزانة. توفي فيليب فرانسيس توماس في 2 تشرين الاول - أكتوبر من سنة 1890 في ولاية ماريلاند.

## روابط خارجية
- فيليب أف. توماس على موقع إن إن دي بي (الإنجليزية)